# 虫っ 町の昆虫ものがたり
虫っ 町の昆虫ものがたり（むしっ まちのこんちゅうものがたり）は、2006年8月3日にタイトーから発売されたニンテンドーDS用ソフト。